# Derek Whyte
Derek Whyte (født 31. august 1968 i Glasgow, Skotland) er en tidligere skotsk fodboldspiller, der spillede som forsvarsspiller. Han var på klubplan tilknyttet Celtic, Middlesbrough, Aberdeen og Partick Thistle. Med Celtic vandt han blandt andet to skotske mesterskaber.
McKinlay blev desuden noteret for 12 kampe for Skotlands landshold. Han deltog ved EM i 1992, EM i 1996 og VM i 1998.

## Titler
Skotsk Premier League
- 1986 og 1988 med Celtic F.C.

Skotsk FA Cup
- 1988 og 1989 med Celtic F.C.